# Aghóríové

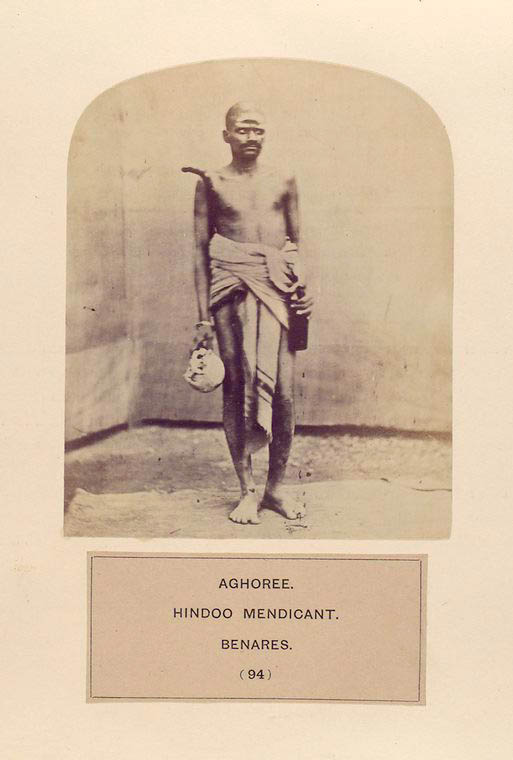
Aghóri s lidskou lebkou, rok cca 1875

Aghóríové je hinduistická sekta následovníků askety Kina Rama, která se údajně ve 14. století oddělila od tantrické sekty Kapálika. Ve vnějším světě jsou známí především svojí praxí, která překračuje mnohá sociální tabu (požívání masa z mrtvol, výkalů, atp.).

## Věrouka
Aghóríové jsou šivaisty a monisty. Věří v obecně sdílený hinduistický koncept osvobození z cyklu převtělení, dosažené uvědoměním si jednoty vlastního já s absolutnem. Vzhledem k monistickému náhledu na svět jsou však podle aghóríů protiklady ve skutečnosti identické a běžné hinduistické oddělení čistoty a nečistoty je pouhou iluzí. Uctívání „nečistoty“ vede podle aghóríů k uvědomění si neexistence duality a iluzornosti konvenčních kategorií „čistoty“ a „nečistoty“.
Aghóríové věří, že Šiva je dokonalý. Protože Šiva je zodpovědný za vše ve světě, musí být i vše na světě dokonalé. Tvrdit opak je popírání Šivy.

## Dějiny
Aghóríové se údajně ve 14. století oddělili od tantrické sekty Kapálika, jejíž byli předtím součástí. Praktiky aghóríů (pojídání masa z mrtvol) jsou doloženy v perském prameni z 16. století a britských pramenech z 19. století. Aghóríové sami odvozují svůj původ od askety Kina Rama, který údajně žil 150 let a zemřel v druhé polovině 18. století. Kina Ram byl údajně vtělením Šivy, stejně jako jsou jeho nástupci.

## Praktiky
Aghóríjský asketa chodí nahý, nosí rubáš, nebo se pokrývá popelem z místa pohřební hranice. Medituje nad mrtvolami jako symbolem vlastního těla. Pojídání masa mrtvol je pro něj symbolickým uvědoměním si vlastního skutečného já jako součásti absolutna.

## Počet a následovníci
Přesné údaje o počtech následovníků sekty neexistují. Na konci 19. století se odhadoval počet aghóríjských asketů žijících ve Váránasí na dvě stě až tři sta. Nyní, v 21. století se jejich počet odhaduje na dvacet. Aghóríové mají nicméně četné laické následovníky.
Aghóríové se soustřeďují ve Váránasí, především u hrobky Kina Rama.